# Marcus Valerius Bradua Mauricus
Marcus Valerius Bradua (auch Braduanius) Mauricus war ein römischer Politiker und Senator Ende des 2. Jahrhunderts.
Bradua stammte aus Ligurien und war Sohn eines Marcus Valerius Bradua Claudianus. Er war 191 ordentlicher Konsul und verwaltete in seiner konsularen Laufbahn danach nur zwei stadtrömische Kuratelen: So hatte er 191 als operum publicorum curator die Aufsicht über alle öffentlichen Gebäude inne und überwachte als curator aquarum die städtischen Wasserleitungen (191–197?). Im Jahr 197 war Bradua censitor in der Provinz Aquitania. Schließlich war er um 206 Prokonsul der Provinz Africa.